# Frammentazione del DNA
La frammentazione del DNA spermatozoario è una particolare forma di danno genetico al DNA del gamete maschile (lo spermatozoo) che può comportare problemi di fertilità e di sviluppo embrionale.
A differenza della struttura delle cellule somatiche, la cromatina dello spermatozoo è molto compatta. Nel corso della spermatogenesi questo processo facilita la compattazione della testa dello spermatozoo, con la stabilizzazione del nucleo, che in tal modo diviene maggiormente protetto dagli stress esterni e dal danno al DNA.  
Si pensa che la frammentazione patologica del DNA possa ridurre la fertilità naturale e quella successiva all'applicazione di tecniche di procreazione assistita come l'inseminazione intrauterina e la FIVET. Per la inseminazione intrauterina, tuttavia, i lavori sono discordanti, e per la ICSI, recenti lavori non confermano una compromissione dei risultati, inizialmente ipotizzata sulla base di piccoli studi non controllati. Inoltre, la frammentazione del DNA è stata osservata con maggior prevalenza in coppie con poliabortività. 

## Epidemiologia
Maschi fertili con parametri normali hanno quasi uniformemente bassi livelli di frammentazione del DNA, ma circa l'8% di soggetti con spermiogramma (concentrazione, motilità e morfologia) normale presentano una patologica frammentazione del DNA.
La frammentazione del DNA spermatozoario si osserva nel 28% di maschi infertili, e nel 13% di maschi fertili. 

## Eziologia
L'eziologia del danno del DNA è multifattoriale. Difetti intrinseci includono il deficit di alcune molecole, mutazioni genetiche che impediscono una corretta compattazione del DNA, o altri difetti di packaging del DNA. Inoltre, l'età avanzata è considerata una causa. Gli spermatozoi che sfuggono al processo di apoptosi durante la spermatogenesi possono presentare frammentazione del DNA. Il liquido seminale di soggetti infertili mostra la presenza, in un quarto dei casi, di radicali liberi, specie ossigeno reattive, che possono danneggiare il DNA dello spermatozoo.
Il calore, agenti chemioterapici, radiazioni e altre sostanze tossiche per il testicolo sono stati associati ad aumentata frammentazione del DNA spermatozoario, insieme al fumo di sigaretta, infiammazioni dell'apparato genitale, varicocele e deficit ormonali, sia nell'uomo che nelle specie minori.

## Diagnostica
Il test Comet (gel elettroforesi su singola cellula), il TUNEL, lo SCSA, il test di dispersione cromatinica, apparentemente si correlano bene tra di loro.
I valori soglia stabiliti sono diversi in letteratura: per lo SCSA, sono stati considerati patologici valori superiori o uguali al 27% da alcuni autori, ma superiori o uguali al 40% da altri. Per il TUNEL, valori superiori o uguali a 36% sono stati riportati.

## Terapia
Gli studi sono pochi in letteratura. Sono da evitare sostanze tossiche (fumo, farmaci) e l'esposizione a fonti eccessive di calore (sauna, bagni caldi).
L'uso di antiossidanti può ridurre la frammentazione del DNA, sebbene i risultati in termini riproduttivi non sono stati confermati. Il trattamento delle infezioni del liquido seminale può ridurre la frammentazione, e secondo alcuni studi, l'intervento di varicocelectomia può essere utile.